# Yakubu Gowonstadion
Het Yakubu Gowonstadion is een multifunctioneel stadion in Port Harcourt, een stad in Nigeria. 
Het stadion wordt vooral gebruikt voor voetbalwedstrijden, de voetbalclub Rivers United F.C. maakt gebruik van dit stadion. Ook werd het stadion gebruikt voor het Wereldkampioenschap voetbal onder 20 van 1999. In het stadion is plaats voor 30.000 toeschouwers. Het stadion heette tot 2015 Liberation Stadion.